# Ainbo: Amazonas väktare
Ainbo: Amazonas väktare (spanska: Ainbo: El espíritu del Amazonas eller Ainbo: La guerrera del Amazonas) är en peruansk-nederländsk animerad film från 2021 regisserad av José Zelada och Richard Claus efter ett manus av Richard Claus.

## Handling
Är berättelsen om en ung flicka som föddes och växte upp i den djupaste djungeln i Amazonas. En dag upptäcker hon att hennes hemland hotas och inser att det finns andra människor i världen förutom hennes folk. Med hjälp av hennes andliga guider, den magra armadillon Dillo och den tunga tapiren Vaca, ger hon sig ut på en resa för att söka hjälp från Amazonas mest kraftfulla modersjäl, den enorma sköldpaddan “Motelo Mama”.

## Rollista
| Roll            | Spansk röst        | Svensk röst          |
| --------------- | ------------------ | -------------------- |
| Ainbo           | Lola Raie          | Olivia Cepeda        |
| Huarinka        | Bernardo de Paula  | Steve Kratz          |
| Zumi            | Naomi Serrano      | Billie Dean          |
| Chuni           | Alejandro Gollas   | Astrid Assefa        |
| Vaca            | Joe Hernández      | Anton Olofson Raeder |
| Dillo           | Dino Andrade       | Kim Sulocki          |
| Motelo Mama     | Susana Ballesteros | Sanna Bråding        |
| Atok            | René Mujica        | Moncho               |
| Lizeni          | Yeni Álvarez       | Amie Bramme Sey      |
| Dewitt/Yakuruna |                    | Camilo Ge Bresky     |
| Pelejo          |                    | Tommy Ekman          |